# Мексиканский чиж
Мексика́нский чиж (лат. Spinus psaltria) — вид птиц из подсемейства Carduelinae семейства вьюрковых. Занесён в Красную книгу МСОП как вид, вызывающий наименьшие опасения (LC). Выделяют пять подвидов.
Ареал простирается от юго-западной части США (по тихоокеанскому побережью от юго-запада штата Вашингтон) до Венесуэлы и Перу. Мигрирует в рамках ареала с севера на юг в зимний период.
Часто формирует стаи, реже, небольшие группы. Обитает в редких лесах и зарослях кустарника, иногда селится близ жилья человека, подкармливаясь из кормушек. Питается в основном почками деревьев и семенами сорняков; у этого вида наблюдается геофагия.
Гнездится летом в умеренных частях ареала. В тропиках, вероятно, размножается круглый год в сентябре или октябре. Самка откладывает три или четыре голубоватых белых яйца в чашевидное гнездо из тонких растительных материалов, таких как лишайники, корешки и полоски коры, которое устраивает в кустарниках или нижнем или среднем ярусе деревьев.
Линяет по-разному. Самцы, обитающие на тихоокеанском побережье, линяют после гнездования; самки — до гнездования. Птенцы-самцы во время взросления линяют сильнее, чем птенцы-самки. К востоку от 106-го западного меридиана самцы и самки сильно линяют перед размножением, а линька во время взросления птенцов одинакова у птиц обоих полов. Вероятно, на смену оперения влияет разный режим осадков; птицы на севере теряют большую часть оперения в конце сухого сезона и к концу сезона дождей их оперение становится более густым.
По мнению МСОП, из-за обширного ареала, вероятно, численность вида снижается на местном уровне. Например, эта птица редко встречается в предгорьях Анд в Эквадоре.
Размер птиц колеблется от 9 до 12 сантиметров в длину; вес — от 8 до 11,5 грамм. Интенсивность чёрного оперения на голове и спине у самцов варьируется. Область уха обычно тёмная. Самцы легко узнаваемы по ярко-жёлтым нижним частям оперения и большим белым пятнам на хвосте и крыльях. Верхняя часть оперения у самок серовато-оливково-зелёная с разной степенью интенсивности; перья в нижней части туловища желтоватые. Самки имеют узкую полоску белого цвета на крыльях (у некоторых особей присутствуют и другие белые отметины).
Полёт птиц волнообразный, во время полёта они части издают резкие звуки «чиг-чиг-чиг». Другой характерный сигнал — очень высокий свист, затянутый, часто поднимающийся с одного уровня на другой или, наоборот, падающий. Пение часто включает подражание другим видам.